# 吉川直利
吉川 直利（よしかわ なおとし、1951年8月23日 - ）は、日本の鉄道技術者・実業家。JR東海代表取締役副社長や、ジェイアールセントラルビル代表取締役社長、ジェイアール東海関西開発代表取締役社長を務めた。

## 人物・経歴
新潟県生まれ、東京都を経て、1975年東北大学工学部卒業、日本国有鉄道入社。1986年名古屋鉄道管理局運転車両部運用車両課長。国鉄分割民営化時にたまたま名古屋鉄道管理局に所属していたことから、分割後は東海旅客鉄道に入社した。
1988年東海旅客鉄道新幹線鉄道事業本部運輸部運用課長。1989年同社新幹線鉄道事業本部運輸部輸送課長。1992年同社新幹線鉄道事業本部運輸営業部管理課長。
1993年同社関西支社運輸営業部長。1996年同社新幹線鉄道事業本部車両部長。1998年同社新幹線鉄道事業本部運輸営業部長。2003年同社安全対策部長。
2004年には同社取締役安全対策部長に昇格し、中央労働災害防止協会理事を務めるとともに、新潟県中越地震を受けて国土交通省の新幹線脱線対策協議会メンバーとして上越新幹線脱線事故の検討を行った。
2008年同社常務取締役安全対策部長。2009年同社常務取締役新幹線鉄道事業本部長。2010年同社専務取締役新幹線鉄道事業本部長。2012年同社代表取締役副社長（鉄道事業本部担当、運輸・安全部門統括担当）。
2014年中部電力原子力安全向上会議アドバイザリーボードメンバー。2016年ジェイアールセントラルビル代表取締役社長。2018年ジェイアール東海関西開発代表取締役社長。2019年トーエネック取締役。この間東海鉄道OB会会長も務めた。